# محرم بك (محافظ)
محرم بك هو صهر محمد علي باشا، من مواليد عام 1795م بمحافظة الشرقية قرية الميمونه وعاش بمدينة قولة اليونانية، وأمضى بها صباه، وتزوج من «تفيدة هانم» كريمة «محمد علي باشا». وظل يشغل منصب محافظ الإسكندرية حتى وفاته، وظل قائداً للأسطول البحري المصري حتى عام 1826م. قبلها شغل منصب محافظ الجيزة. تقديرا لمجهوداته أطلق اسمه على أحد أحياء الإسكندرية. توفي في 20 ديسمبر 1847م ودفن بمسجد النبي دانيال.